# Magnolia Park
Magnolia Park ist eine US-amerikanische Pop-Punk-Band aus Orlando, Florida.

## Geschichte
Die Band gründete sich im Jahre 2019 und besteht aus dem Sänger Joshua Roberts, den Gitarristen Tristan Torres und Freddie Criales, dem Bassisten Jared Kay, dem Keyboarder Vincent Ernst und dem Schlagzeuger Joe Horsham. Aufgrund der ethnischen Diversität werden Magnolia Park auch als BIPOC-Band bezeichnet. Laut dem Gitarristen Tristan Torres gäbe es nicht viele People of Color. Die Band möchte „jedem zeigen, dass es okay ist wie die Musiker auszusehen und diese Musik zu spielen“. Der Bandname stammt von einem Park in ihrer Heimatstadt Orlando. Am 25. Januar 2020 veröffentlichte die Band in Eigenregie ihre erste EP Vacant und veröffentlichten in Folge mehrere Singles, darunter Love Me, bei dem Kellin Quinn von der Band Sleeping with Sirens zu hören ist. Am 19. März 2021 erschien die zweite EP Dream Eater und im Sommer 2021 tourten Magnolia Park im Vorprogramm von Lil Lotus.
Nach einem Konzert in Los Angeles wurden Magnolia Park September 2021 von Epitaph Records unter Vertrag genommen. Am 29. Oktober 2021 veröffentlichte die Band ihr Halloween Mixtape, dass von Andrew Wade, Andy Karpovck und Vincent Ernst produziert wurde. Bei dem Titel Tonight ist Lil Lotus als Gastsänger zu hören. Bei den Heavy Music Awards 2022 wurden Magnolia Park in der Kategorie Best International Breakthrough Artist nominiert, der Preis ging jedoch an KennyHoopla. Nach ihrem Auftritt beim Slam Dunk Festival und einer Co-Headlinertournee durch das Vereinigte Königreich mit Lil Lotus veröffentlichte die Band am 10. Juni 2022 die Band ihre von Mat Malpass, Andrew Wade und Andy Karpovck produzierte EP Heart Eater. Als Gastsänger sind Derek Sanders von der Band Mayday Parade, der ehemalige Profi-Skateboarder Chad Tepper sowie Christo Bowman von der Band Bad Suns zu hören.
Das britische Magazin Kerrang! führte Magnolia Park im Dezember 2021 auf einer Liste von 13 neuen Künstlern, die die Rockmusik im kommenden Jahr neu gestalten. Im Sommer 2022 nahmen Magnolia Park zunächst an der Sad Summer Fest-Tournee teil und spielten neben Waterparks oder Neck Deep, bevor Magnolia Park für die Blame Canada-Tournee von Sum 41 und Simple Plan eröffneten. Im Oktober 2022 eröffneten Magnolia Park die Tournee von A Day to Remember und The Used, bevor die Band am 4. November 2022 ihr Debütalbum Baku’s Revenge veröffentlichte. Im März 2023 spielte die Band ihre erste Headlinertournee, bei der sie von Action in Adventure und Poptropicaslutz begleitet wurden. Anschließend nahm die Band zwei weitere EPs auf. Sowohl Moon Eater als auch Soul Eater erschienen am 18. August 2023. Bei dem Lied Breathing ist nothing, nowhere. als Gastsänger zu hören.
Die Band steuerte für die von der The Walt Disney Company herausgebrachten Kompilation A Whole New Sound eine Coverversion des Liedes I 2 I aus dem Film Goofy – Der Film bei.

## Stil
Laut dem Gitarristen Tristan Torres wollten die Musiker von Beginn an aus einer Mischung von Hip-Hop, Pop-Punk, Emo und elektronischer Musik „etwas Neues kreieren“. Zu den Haupteinflüssen zählen Bands wie Linkin Park, Paramore und Panic! at the Disco. Laut dem britische Magazin Kerrang! zählen Magnolia Park neben Meet Me at the Altar, Hot Milk und Stand Atlantic zur Spitze der fortgesetzten Wiedergeburt des Pop-Punks. Ein Großteil der Texte befasst sich mit dem Thema Psychische Gesundheit. Weitere Themen sind das Aufwachsen als afroamerikanischer Mensch, der Umgang mit Polizeigewalt und der Kampf gegen Rassismus.

## Diskografie
Alben
- 2022: Baku’s Revenge

Mixtapes
- 2021: Halloween Mixtape
- 2023: Halloween Mixtape II

EPs
- 2020: Vacant
- 2021: Dream Eater
- 2022: Heart Eater
- 2023: Moon Eater
- 2023: Soul Eater

Kollaborationen
- 2022: Catastrophe (mit Poptropicaslutz)
- 2022: White Flag (mit Ryan Oakes)
- 2023: Overload (mit Not My Weekend)

Musikvideos
- 2020: Sick of It All
- 2020: Love Me (feat. Kellin Quinn)
- 2021: Back on My Bullshit (feat. Jake Hill)
- 2021: Tonight
- 2021: Back Home
- 2021: Liar
- 2021: 10 for 10
- 2021: 2009
- 2021: The End
- 2022: Kids Like Us
- 2022: Tokyo (feat. Christo Bowman)
- 2022: Feel Something (feat. Derek Sanders)
- 2022: Serious
- 2022: Don’t Be Racist
- 2022: I Should Have Listened to My Frieds
- 2022: Addison Rae
- 2022: Misfits (feat. Taylor Acorn)
- 2022: Radio Reject
- 2023: Do or Die (feat. Ethan Ross)
- 2023: Homicide
- 2023: Manic (feat. 408)
- 2023: Breathing (feat. nothing, nowhere.)
- 2023: Animal (feat. Ethan Ross & Plvtinum)
- 2023: Candles
- 2023: Fell in Love on Halloween

## Musikpreise
| Jahr | Kategorie                              | für           | Resultat  |
| ---- | -------------------------------------- | ------------- | --------- |
| 2022 | Best International Breakthrough Artist | Magnolia Park | Nominiert |